# Raneyův nikl

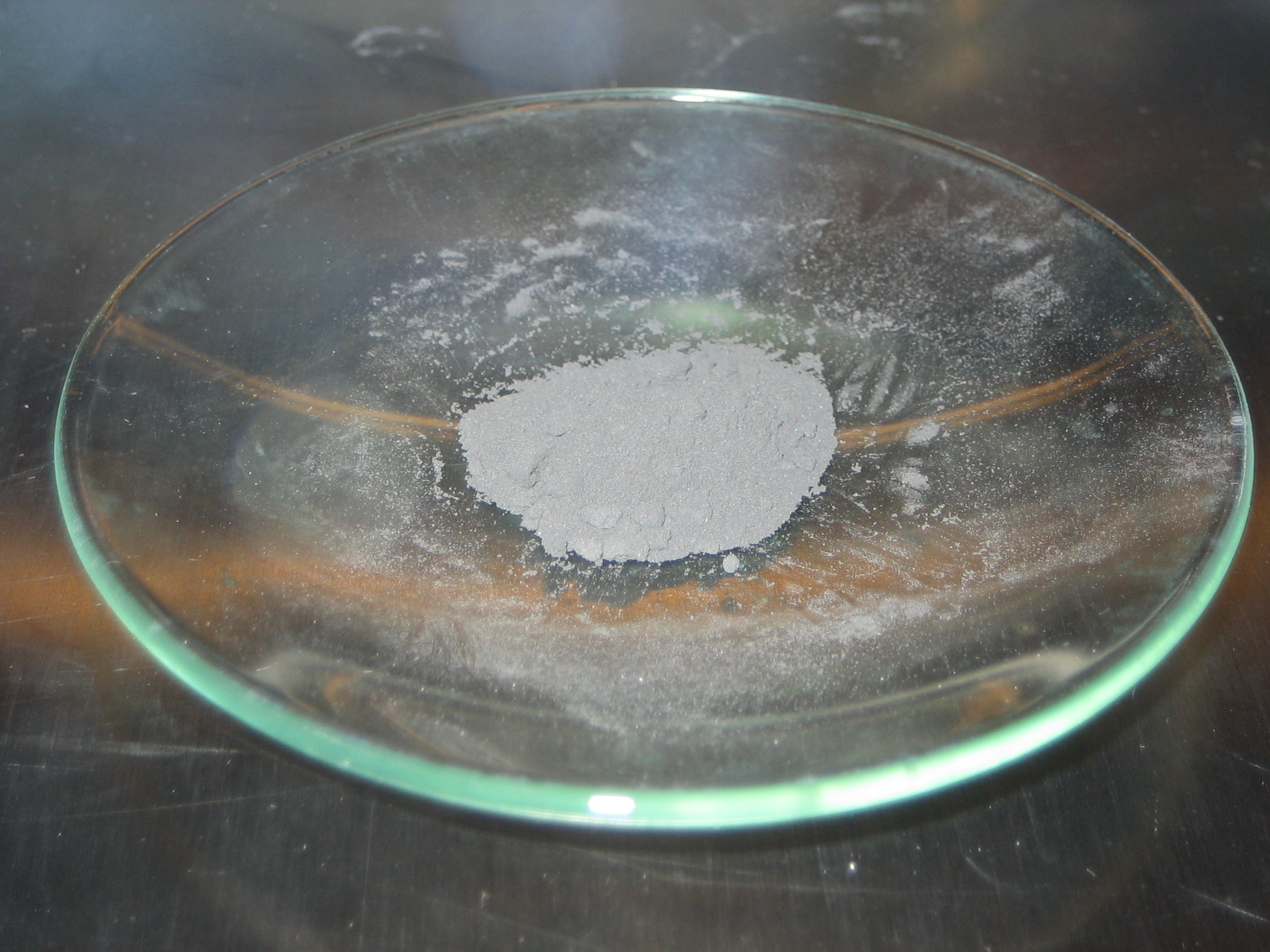
Raneyův nikl

Raneyův nikl (anglicky Raney nickel) je šedá pevná látka většinou ve formě prášku, která se používá jako činidlo a katalyzátor v organické chemii. Za jeho objevitele se považuje Murray Raney, americký inženýr, který jej poprvé připravil roku 1926 pro hydrogenaci rostlinných olejů.

## Použití
Raneyův nikl se používá v celé řadě průmyslových procesů a v organické syntéze především jako velmi účinné redukční činidlo. Je hojně používán díky jeho příhodným vlastnostem, mezi které patří vysoká aktivita za pokojové teploty a jeho stabilita.

### Aplikace v průmyslu
Jako příklad aplikace Raneyova niklu v průmyslu lze uvést následující reakci, kde je benzen redukován na cyklohexan. Dosáhnout redukce benzenového kruhu je velmi složité, ovšem Raneyův nikl je schopen katalyzovat tuto reakci velmi úspěšně. Cyklohexan, produkovaný touto reakcí, může být dále použit na výrobu kyseliny adipové, ze které se pak tvoří polyamidy, jako například nylon.

Redukce benzenu na cyklohexan.

Dále je Raneyův nikl v průmyslu používán na přeměnu:
- Glukózy na sorbitol
- Nitrosloučenin na aminy, například 2,4-dinitrotoluenu na 2,4-toluendiamin
- Olefiny na parafiny (alkeny na alkany)
- Alkyny na parafiny (alkany)

### Aplikace v organické syntéze
Raneyův nikl je v organické syntéze používán pro desulfurizaci. Například thioacetaly se redukují na uhlovodíky.

Desulfurizace generického cyklického thioacetalu pomocí Raneyova niklu jako reagentu.

Je také používán k redukci látek s násobnými vazbami, jako například:
- alkyny
- alkeny
- nitrily
- alkadieny
- aromatické uhlovodíky